# Chryseuscelus aureolus
Chryseuscelus aureolus es una especie de coleóptero de la familia Attelabidae.

## Distribución geográfica
Habita en Bahamas, Cuba, República Dominicana,  Puerto Rico y Haití.